# (13569) Oshu
(13569) Oshu es un asteroide perteneciente al cinturón de asteroides descubierto el 4 de marzo de 1993 por Tsutomu Seki desde el Observatorio de Geisei (Geisei, Japón).

## Designación y nombre
Designado provisionalmente como 1993 EJ, en 2006 fue rebautizado en honor a la ciudad de Ōshū, que está situada en la región interior meridional de la prefectura de Iwate. Se formó el 20 de febrero de 2006 como una fusión de cinco ciudades y pueblos japoneses. El Observatorio Astrogeodinámico de Mizusawa se encuentra en la nueva ciudad.

## Características orbitales
Oshu está situado a una distancia media del Sol de 2,414 ua, pudiendo alejarse hasta 2,604 ua y acercarse hasta 2,224 ua. Su excentricidad es 0,079 y la inclinación orbital 7,050 grados. Emplea 1370,10 días en completar una órbita alrededor del Sol.
Pertenece a la familia de asteroides de (4) Vesta.

## Características físicas
La magnitud absoluta de Oshu es 14,99.